# Stanisław Wit Wiliński
Stanisław Wit Wiliński (ur. 1 września 1939 w Sompolnie, zm. 18 października 2007 w Szczecinie) – polski poeta, prozaik, dziennikarz, malarz.

## Życiorys
W 1959 zamieszkał w Szczecinie. Ukończył filologię polską na Uniwersytecie im. A.Mickiewicza w Poznaniu w 1969. W 1986 pracował w redakcji literackiej Polskiego Radia.
Jego debiut literacki miał miejsce na łamach miesięcznika Pomorze z Bydgoszczy. Zaprezentował wówczas wiersze W parku Kasprowicza i Chopin. W 1965 został wydany pierwszy tomik jego wierszy pt. Poczęty w cieniu. W 1967 wyszedł drugi tomik pt: Trzask płomienia. Rok później Wiliński napisał swoją pierwszą powieść psychologiczną Nosiciele piętna. Pochowany został na cmentarzu Centralnym w Szczecinie.

## Publikacje
- Poczęty w cieniu, wyd. Wydawnictwo Poznańskie Poznań 1965 zbiór wierszy;
- Trzask płomienia, wyd. Wydawnictwo Morskie, Gdynia, 1967 zbiór wierszy;
- Nosiciele piętna, wyd. Wydawnictwo Poznańskie, 1968 (powieść)
- Las kwitnie, wyd. Wydawnictwo Poznańskie, 1971, II wyd. Wydawnictwo Promocyjne “Albatros”, 2001
- W ziemi powróz, Wydawnictwo Poznańskie, 1978
- Łuskanie kłosów wyd. Ludowa Spółdzielnia Wydawnicza, Warszawa, 1971
- Na cierniu słowik Wydawnictwo GLOB, Szczecin, 1993 tom wierszy
- Zawzięte trawy, wyd. Wydawnictwo Poznańskie, Poznań, 1981 nagroda Złoty Exlibris z 1981 roku